# Hamish Linklater
Hamish Linklater (New York, 7 juli 1976) is een Amerikaans acteur.

## Biografie
Linklater werd geboren in New York, als zoon van Schotse moeder, en werd opgevoed door zijn alleenstaande moeder. Op achtjarige leeftijd begon Linklater met acteren door kleine rollen te spelen in toneelstukken van Shakespeare. Naast het acteren voor televisie en lokale theaters heeft hij ook eenmaal opgetreden op Broadway, van 2011 tot en met 2012 speelde hij de rol van Martin in het toneelstuk Seminar
Linklater was van 2002 tot en met 2012 getrouwd en heeft hieruit een kind.

## Filmografie

### Films
Uitgezonderd korte films.
- 2024 The Life of Chuck - als Amerikaanse verslaggever (stem)
- 2024 Nickel Boys - als Spencer
- 2022 Dead for a Dollar - als Martin Kidd
- 2020 10 Things We Should Do Before We Break Up - als Benjamin
- 2018 Paper Year - als Noah Bearinger
- 2018 You Can't Say No - als Miles
- 2017 Unicorn Store - als Gary
- 2016 I Shudder - als Elyott Vionnet
- 2015 The Big Short - als Porter Collins
- 2015 Ithaca - als Tom Spangler
- 2015 One More Time - als Tim
- 2014 Magic in the Moonlight - als Brice
- 2014 The Angriest Man in Brooklyn – als Tommy Altmann
- 2013 Redemption Trail - als David
- 2013 42 – als Ralph Branca
- 2012 Lola Versus – als Henry
- 2012 Battleship – als Cal Zapata
- 2011 The Future – als Jason
- 2008 The Violent Kind – als Frank
- 2007 Final Draft – als Marty
- 2005 Fantastic Four – als Leonard
- 2004 5ive Days to Midnight – als Carl Axelrod
- 2002 Live from Baghdad – als Richard Roth
- 2002 Untitled Eric Gilliland Project – als ??
- 2000 Groove – als David

### Televisieseries
Uitgezonderd eenmalige gastrollen.
- 2024 Batman: Caped Crusader - als Batman / Bruce Wayne (stem) - 10 afl.
- 2024 Manhunt - als Abraham Lincoln - 7 afl.
- 2022 Marvel Wastelanders: Doom - als Sandman - 10 afl.
- 2022 Gaslit - als Jeb Magruder - 6 afl.
- 2022 Angelyne - als Rick Krause - 4 afl.
- 2021 Midnight Mass - als pastoor Paul - 7 afl.
- 2021 Tell Me Your Secrets - als John - 10 afl.
- 2017-2019 Legion - als Clark - 22 afl.
- 2017 Fargo - als Larue Dollard - 4 afl.
- 2013-2014 The Crazy Ones - als Andrew Keanelly - 22 afl.
- 2013 The Newsroom – als Jerry Dantana – 6 afl.
- 2012-2013 The Good Wife – als David LaGuardia – 2 afl.
- 2012 The Big C – als Dave Cooper – 4 afl.
- 2006-2010 The New Adventures of Old Christine – als Matthew Kimble – 88 afl.
- 2004 American Dreams – als Stan Silver – 9 afl.
- 2000-2001 Gideon's Crossing – als Dr. Bruce Cherry – 20 afl.

- Biblioteca Nacional de España: XX5229497
- Bibliothèque nationale de France: cb15834927b (data)
- Gemeinsame Normdatei: 1023213664
- International Standard Name Identifier: 0000 0000 0273 8560
- Library of Congress Control Number: nr00038373
- MusicBrainz: ef9304ba-9b1f-40ba-8b00-54a0430e6234
- Nationale Bibliotheek van Israël: 987007424312605171
- Nederlandse Thesaurus van Auteursnamen: 339519770
- Virtual International Authority File: 76649990
- WorldCat: E39PBJgmPdvXjGVQY4TBTMwKVC